# Arthur Wesley Dow

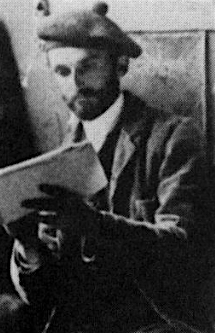
Arthur Wesley Dow (um 1890)

Arthur Wesley Dow (* 6. April 1857 in Ipswich, Massachusetts; † 13. Dezember 1922 in New York City) war ein US-amerikanischer Landschaftsmaler, Drucker, Fotograf und ein einflussreicher Kunsttheoretiker und -lehrer.

## Leben
Arthur W. Dow war der älteste Sohn von Mary Patch und David Dow. Als junger Mann interessierte er sich für die Kolonialgeschichte von Ipswich, worüber er gemeinsam mit dem Reverend Augustine Caldwell von 1875 bis 1880 die Serie Antiquarian Papers schuf, die Dows Zeichnungen der örtlichen Kolonialstil-Architektur enthielten. Ab 1880 nahm Dow Kunstkurse in dem Bostoner Atelier von James M. Stone. 

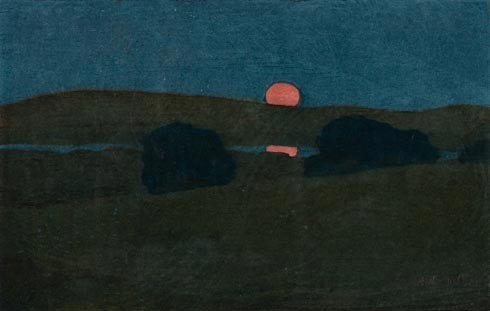
Arthur Wesley Dow: August Moon, 1905

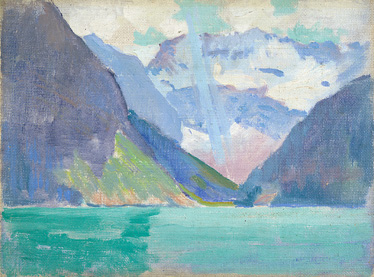
Arthur Wesley Dow: View of Lake Louise, Alberta, Canada, 1919

Zwischen 1884 und 1889 hielt sich Dow in Paris auf, wo er an der Académie Julian studierte. In der Bretagne übte er  sich in der Pleinairmalerei. Seine Landschaftsmalereien wurden im Pariser Salon gezeigt. Nach seiner Rückkehr in die Vereinigten Staaten eröffnete er ein eigenes Atelier in Boston, wo seine langjährige erfolgreiche Lehrtätigkeit begann. 1893 wurde er unter Ernest Fenollosa zum Hilfskurator (assistant curator) am Museum of Fine Arts, Boston ernannt.
Dow lehrte über 30 Jahre an verschiedenen amerikanischen Kunstschulen, wie beispielsweise an der Art Students League, am Teachers College, Columbia University, am Pratt Institute sowie an seiner eigenen Ipswich Summer School of Art. Seine Ideen und Lehrmethoden waren zu seiner Zeit revolutionär. Er befasste sich mit chinesischer und japanischer Kunst, gelangte zu einer Ablehnung des tradierten Realismus und vertrat die Meinung, der Künstler solle die Natur nicht imitieren, sondern deren Ideen und Stimmungen zum Ausdruck bringen, was durch ein harmonisches Arrangement von Linien, Farben und Kontrasten erreicht werden könne. Er verwies hierbei auf das japanische Gestaltungsprinzip Nōtan, das sich im Sumi-e findet und das eine „harte“ Kontrastierung durch die Anordnung von Lichtern und Schatten vorsieht.
Dow legte seine Lehrmethoden und Theorien in dem 1899 veröffentlichten Buch Composition: A Series of Exercises in Art Structure for the Use of Students and Teachers vor. Er war Lehrmeister für zahlreiche bekannte Künstler, wie beispielsweise Alvin Langdon Coburn, Georgia O’Keeffe, Max Weber oder die Byrdcliffe Colony.